# Onthophagus horni
Onthophagus horni är en skalbaggsart som beskrevs av Vladimir Balthasar 1935. Onthophagus horni ingår i släktet Onthophagus och familjen bladhorningar. Inga underarter finns listade i Catalogue of Life.